# Cima della Sporata
La Cima della Sporata o Croz de la Madonna (2494 m s.l.m.) è un monte delle Dolomiti di Brenta nelle Alpi Retiche meridionali. Si trova nella catena orientale del Sottogruppo della Campa, in Val di Non, nel Parco naturale Adamello Brenta. 

## Descrizione
È formata da una lunga e sottile cresta dentellata che si innalza sopra la Bocchetta della Sporata (o Pas delle Madonine). Sul lato nord-est presenta una serie di puntine rocciose frastagliate fino alla Cima Borcola (2392 m).

## Accessi
- Dalla Bocchetta della Sporata (conosciuta anche come Pas delle Madonine 2440 m).

## Traversate
- Alla Cima Borcola (2392 m): seguendo la cresta sul versante Est che conduce alla cima.[2]